# آدیتی سارنگدر
آدیتی سارنگدر (انگلیسی: Aditi Sarangdhar) بازیگر هندی است. در بسیاری از سریال‌ها و فیلم‌های مراتی نقش ایفا کرده‌است. او به خاطر بازیگری در نقش راما چاوداری در سریال مسیر طوفانی و مالویکا خانویکار در سریال چطوری باید بیام خونه شما؟ معروف است.

## فیلم‌شناسی
فیلم‌ها
| سال  | نام فیلم         | کارگردان  | نقش           | مرجع. |
| ---- | ---------------- | --------- | ------------- | ----- |
| ۲۰۱۳ | بزار کمی دیر بشه | وسیم مانر | مونالی موهیته | [ ۳ ] |